# Critérium du Dauphiné Libéré 2008
De 60e Dauphiné Libéré wordt gehouden van 8 tot en met 15 juni 2008 in Frankrijk. Dit jaar reden de renners van Le Pontet naar Grenoble.

## Startlijst
Silence-Lotto
- 1.  Cadel Evans
- 2.  Mario Aerts
- 3.  Christophe Brandt
- 4.  Dario Cioni
- 5.  Bart Dockx
- 6.  Matthew Lloyd
- 7.  Jaroslav Popovytsj
- 8.  Roy Sentjens

Astana
- 11.  Levi Leipheimer
- 12.  Janez Brajkovič
- 13.  Chris Horner
- 14.  Daniel Navarro
- 15.  Benjamín Noval
- 16.  Sérgio Paulinho
- 17.  José Luis Rubiera
- 18.  Tomas Vaitkus

Caisse d'Epargne
- 21.  Alejandro Valverde
- 22.  Arnaud Coyot
- 23.  José Vicente Garcia
- 24.  Joan Horrach
- 25.  David López García
- 26.  Óscar Pereiro
- 27.  Nicolas Portal
- 28.  Rigoberto Urán

Euskaltel-Euskadi
- 31.  Haimar Zubeldia
- 32.  Beñat Albizuri
- 33.  Mikel Astarloza
- 34.  Jon Bru
- 35.  Iñaki Isasi
- 36.  Juan José Oroz
- 37.  Rubén Pérez
- 38.  Samuel Sánchez

Crédit Agricole
- 41.  Thor Hushovd
- 42.  William Bonnet
- 43.  Dmitri Fofonov
- 44.  Simon Gerrans
- 45.  Patrice Halgand
- 46.  Christophe Le Mével
- 47.  Rémi Pauriol
- 48.  Pierre Rolland

Quick Step
- 51.  Carlos Barredo
- 52.  Matteo Carrara
- 53.  Juan Manuel Gárate
- 54.  Dmytro Hrabovsky
- 55.  Alessandro Proni
- 56.  Jurgen Van De Walle
- 57.  Kevin Van Impe
- 58.  Davide Viganò

AG2R La Mondiale
- 61.  Cyril Dessel
- 62.  José Luis Arrieta
- 63.  Hubert Dupont
- 64.  Vladimir Jefimkin
- 65.  John Gadret
- 66.  Stéphane Goubert
- 67.  Julien Loubet
- 68.  Christophe Riblon

Rabobank
- 71.  Robert Gesink
- 72.  Michiel Elijzen
- 73.  Juan Antonio Flecha
- 74.  Koos Moerenhout
- 75.  Pedro Horrillo
- 76.  Grischa Niermann
- 77.  William Walker
- 78.  Pieter Weening

Cofidis
- 81.  David Moncoutié
- 82.  Stéphane Augé
- 83.  Florent Brard
- 84.  Samuel Dumoulin
- 85.  Maryan Hary
- 86.  Sébastien Minard
- 87.  Amaël Moinard
- 88.  Maxime Monfort

Team Gerolsteiner
- 91.  Heinrich Haussler
- 92.  Bernhard Kohl
- 93.  Sebastian Lang
- 94.  Volker Ordowski
- 95.  Tom Stamsnijder
- 96.  Fabian Wegmann
- 97.  Carlo Westphal
- 98.  Peter Wrolich

Française des Jeux
- 101.  Sandy Casar
- 102.  Sébastien Chavanel
- 103.  Jérôme Coppel
- 104.  Rémy Di Grégorio
- 105.  Arnaud Gérard
- 106.  Sébastien Joly
- 107.  Cyrille Monnerais
- 108.  Jelle Vanendert

Lampre
- 111.  Emanuele Bindi
- 112. —
- 113.  Paolo Fornaciari
- 114.  Mirco Lorenzetto
- 115.  Roberto Longo
- 116.  Daniele Righi
- 117.  Mauro Santambrogio
- 118.  Sylwester Szmyd

Bouygues Telecom
- 121.  Thomas Voeckler
- 122.  Stef Clement
- 123.  Perrig Quéméneur
- 124.  Pierrick Fédrigo
- 125.  Arnaud Labbe
- 126.  Laurent Lefèvre
- 127.  Alexandre Pichot
- 128.  Joeri Trofimov

Team High Road
- 131.  Michael Rogers
- 132.  Michael Barry
- 133.  Scott Davis
- 134.  Bert Grabsch
- 135.  André Greipel
- 136.  Adam Hansen
- 137.  George Hincapie
- 138.  Craig Lewis

Liquigas
- 141.  Manuel Beltrán
- 142.  Valerio Agnoli
- 143.  Mauro Da Dalto
- 144.  Aljaksandr Koetsjynski
- 145.  Matej Mugerli
- 146.  Manuel Quinziato
- 147.  Charles Wegelius
- 148.  Frederik Willems

Team CSC
- 151.  Carlos Sastre
- 152.  Lars Bak
- 153.  Iñigo Cuesta
- 154.  Aleksandr Kolobnev
- 155.  Karsten Kroon
- 156.  Marcus Ljungqvist
- 157.  Chris Anker Sørensen
- 158.  Nicki Sørensen

Saunier Duval-Scott
- 161.  José Angel Gómez
- 162.  David de la Fuente
- 163.  Juan José Cobo
- 164.  Alberto Fernández
- 165.  Javier Mejías
- 166.  Josep Jufré
- 167.  Rubén Lobato
- 168.  Aurélien Passeron

Team Milram
- 171.  Sergio Ghisalberti
- 172.  Andrij Hryvko
- 173.  Christian Kux
- 174.  Brett Lancaster
- 175.  Dominik Roels
- 176.  Björn Schröder
- 177.  Sebastian Schwager
- 178.  Peter Velits

## Etappe-overzicht
| etappe | datum   | start                   | finish              | afstand | winnaar              | klassementsleider  |
| ------ | ------- | ----------------------- | ------------------- | ------- | -------------------- | ------------------ |
| P      | 8 juni  | Avignon                 | Avignon             | 5,6 km  | Levi Leipheimer      | Levi Leipheimer    |
| 1e     | 9 juni  | Avignon                 | Privas              | 194 km  | Alejandro Valverde   | Thor Hushovd       |
| 2e     | 10 juni | Bourg-Saint-Andéol      | Vienne              | 184 km  | George Hincapie      | Thor Hushovd       |
| 3e     | 11 juni | Saint-Paul-en-Jarez     | Saint-Paul-en-Jarez | 31 km   | Alejandro Valverde   | Alejandro Valverde |
| 4e     | 12 juni | Vienne                  | Annemasse           | 193 km  | Cyril Dessel         | Alejandro Valverde |
| 5e     | 13 juni | Ville-la-Grand          | Morzine             | 125 km  | Joeri Trofimov       | Alejandro Valverde |
| 6e     | 14 juni | Morzine                 | La Toussuire        | 233 km  | Chris Anker Sørensen | Alejandro Valverde |
| 7e     | 15 juni | Saint-Jean-de-Maurienne | Grenoble            | 127 km  | Dmitri Fofonov       | Alejandro Valverde |

## Etappe-uitslagen

### Proloog
| Uitslag Etappe | Uitslag Etappe     | Uitslag Etappe   | Uitslag Etappe |
| rang           | renner             | land             | tijd           |
| -------------- | ------------------ | ---------------- | -------------- |
| 1              | Levi Leipheimer    | Verenigde Staten | 6' 10"         |
| 2              | Thor Hushovd       | Noorwegen        | op 1"          |
| 3              | Alejandro Valverde | Spanje           | op 6"          |

### 1e etappe
| Uitslag Etappe | Uitslag Etappe     | Uitslag Etappe | Uitslag Etappe |
| rang           | renner             | land           | tijd           |
| -------------- | ------------------ | -------------- | -------------- |
| 1              | Alejandro Valverde | Spanje         | 4u 46' 36"     |
| 2              | Thor Hushovd       | Noorwegen      | z.t.           |
| 3              | Björn Schröder     | Duitsland      | z.t.           |

### 2e etappe
| Uitslag Etappe | Uitslag Etappe     | Uitslag Etappe   | Uitslag Etappe |
| rang           | renner             | land             | tijd           |
| -------------- | ------------------ | ---------------- | -------------- |
| 1              | George Hincapie    | Verenigde Staten | 4u 32' 38"     |
| 2              | Sébastien Chavanel | Frankrijk        | z.t.           |
| 3              | Sebastian Lang     | Duitsland        | z.t.           |

### 3e etappe
| Uitslag Etappe | Uitslag Etappe     | Uitslag Etappe   | Uitslag Etappe |
| rang           | renner             | land             | tijd           |
| -------------- | ------------------ | ---------------- | -------------- |
| 1              | Alejandro Valverde | Spanje           | 44' 59"        |
| 2              | Levi Leipheimer    | Verenigde Staten | op 19"         |
| 3              | Cadel Evans        | Australië        | op 20"         |

### 4e etappe
| Uitslag Etappe | Uitslag Etappe | Uitslag Etappe | Uitslag Etappe |
| rang           | renner         | land           | tijd           |
| -------------- | -------------- | -------------- | -------------- |
| 1              | Cyril Dessel   | Frankrijk      | 4u 37' 17"     |
| 2              | Pierre Rolland | Frankrijk      | op 18"         |
| 3              | Amaël Moinard  | Frankrijk      | op 1' 21"      |

### 5e etappe
| Uitslag Etappe | Uitslag Etappe     | Uitslag Etappe | Uitslag Etappe |
| rang           | renner             | land           | tijd           |
| -------------- | ------------------ | -------------- | -------------- |
| 1              | Joeri Trofimov     | Rusland        | 3u 07' 46"     |
| 2              | Cadel Evans        | Australië      | op 18"         |
| 3              | Alejandro Valverde | Spanje         | z.t.           |

### 6e etappe
| Uitslag Etappe | Uitslag Etappe       | Uitslag Etappe   | Uitslag Etappe |
| rang           | renner               | land             | tijd           |
| -------------- | -------------------- | ---------------- | -------------- |
| 1              | Chris Anker Sørensen | Denemarken       | 6u. 15' 53"    |
| 2              | Pierrick Fédrigo     | Frankrijk        | op 1' 02"      |
| 3              | Levi Leipheimer      | Verenigde Staten | op 1' 10       |

### 7e etappe
| Uitslag Etappe | Uitslag Etappe      | Uitslag Etappe | Uitslag Etappe |
| rang           | renner              | land           | tijd           |
| -------------- | ------------------- | -------------- | -------------- |
| 1              | Dmitri Fofonov      | Kazachstan     | 3u. 17' 20"    |
| 2              | Jurgen Van De Walle | België         | z.t.           |
| 3              | Joeri Trofimov      | Rusland        | z.t.           |

## Eindklassementen

### Algemeen klassement
| rang | renner             | land             | tijd         |
| ---- | ------------------ | ---------------- | ------------ |
| 1    | Alejandro Valverde | Spanje           | 27u. 34' 39" |
| 2    | Cadel Evans        | Australië        | op 39"       |
| 3    | Levi Leipheimer    | Verenigde Staten | op 1' 24"    |
| 4    | Robert Gesink      | Nederland        | op 2' 47"    |
| 5    | Haimar Zubeldia    | Spanje           | op 3' 19"    |
| 6    | Cyril Dessel       | Frankrijk        | op 4' 01"    |
| 7    | Mikel Astarloza    | Spanje           | op 4' 25"    |
| 8    | Sylwester Szmyd    | Polen            | op 4' 29"    |
| 9    | Maxime Monfort     | België           | op 4' 45"    |
| 10   | Matteo Carrara     | Italië           | op 5' 13     |

1947 · 1948 · 1949 · 1950 · 1951 · 1952 · 1953 · 1954 · 1955 · 1956 · 1957 · 1958 · 1959 · 1960 · 1961 · 1962 · 1963 · 1964 · 1965 · 1966 · 1967 · 1968 · 1969 · 1970 · 1971 · 1972 · 1973 · 1974 · 1975 · 1976 · 1977 · 1978 · 1979 · 1980 · 1981 · 1982 · 1983 · 1984 · 1985 · 1986 · 1987 · 1988 · 1989 · 1990 · 1991 · 1992 · 1993 · 1994 · 1995 · 1996 · 1997 · 1998 · 1999 · 2000 · 2001 · 2002 · 2003 · 2004 · 2005 · 2006 · 2007 · 2008 · 2009 · 2010 · 2011 · 2012 · 2013 · 2014 · 2015 · 2016 · 2017 · 2018 · 2019 · 2020 · 2021 · 2022 · 2023 · 2024  · 2025 · 2026
 Tour Down Under · 
 Ronde van Vlaanderen · 
 Ronde van het Baskenland · 
 Gent-Wevelgem · 
 Amstel Gold Race · 
 Ronde van Romandië · 
 Ronde van Catalonië · 
 Dauphiné Libéré · 
 Ronde van Zwitserland · 
 Ploegentijdrit Eindhoven · 
 Clásica San Sebastián · 
  Eneco Tour · 
 GP Ouest France-Plouay · 
 Ronde van Duitsland · 
 Vattenfall Cyclassics · 
 Ronde van Polen